# جغرافيا السودان

موقع السودان

يحتل السودان الجزء الشمالي الشرقي من قارة أفريقيا. بين دائرتي 4 و 22 شمال خط الاستواء وخطي الطول 22 و 38 ويمتد طول الحدود البحرية على ساحل البحر الأحمر إلى حوالي 670 كلم، وتحده دولتان عربيتان هما (مصر وليبيا) و 5 دول أفريقية. وتبلغ مساحة السودان 700000 ميل مربع .

## الموقع الجغرافي
من الناحية الجغرافية يقع السودان في شمال شرق أفريقيا و يحتل مساحة قدرها 1,865,813 كيلو متر مربع وهو بذلك ثالث أكبر بلد في أفريقيا بعد الجزائر والكونغو الديمقراطية، والثالث في العالم العربي بعد الجزائر والمملكة العربية السعودية، والسادس عشر على نطاق العالم (كان الأكبر مساحة في العالم العربي وأفريقيا قبل انفصال الجنوب في عام 2011، العاشر عالمياً، بمساحة قدرها 2.5 مليون كيلو متر مربع تقريبا).

## التضاريس

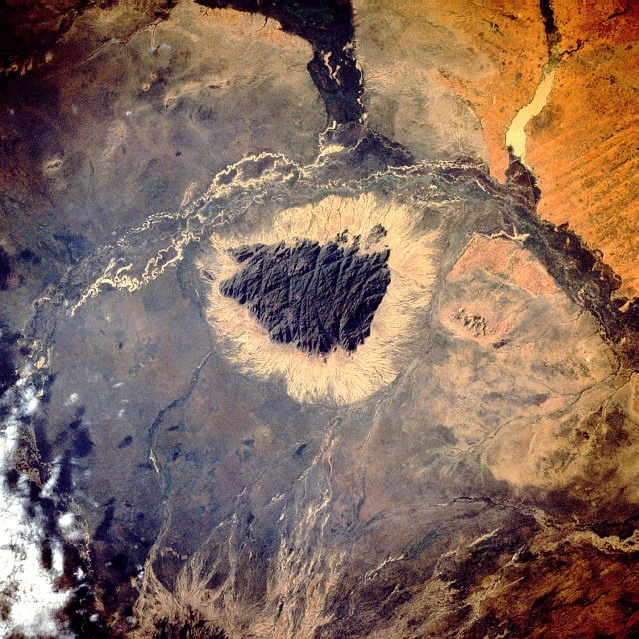
جبل الداير ،الغرب الأوسط

أراضي السودان بشكل عام عبارة عن سهل رسوبي منبسط ينحدر قليلاً من الشرق والغرب نحو الوسط وينحدر السهل بأكمله من الجنوب نحو الشمال، تتخلله مرتفعات تغطي أقل من نسبة 5 % من مساحته الإجمالية.
وتتنوع تضاريس أرضه:
- سهول غرينية في الوسط كسهول الجزيرة
- صحاري مثل صحراء بيوضة وصحراء النوبة وصحراء العتمور
- شبه صحاري في الشمال
- السافانا الرطبة (الغنية بالحشائش) والجافة في الوسط والجنوب الأوسط والجنوب الشرقي،
- سلسلة تلال التوائية في الشرق والشمال الشرقي مثل تلال البحر الأحمر، وجبال النوبة في كردفان وجبال الإنقسنا في ولاية النيل الأزرق
- تلال منعزلة في مناطق متفرقة في الوسط مثل تلال القضارف في الشرق وجبل الداير في الغرب،
- جبال بركانية منعزلة في أقصى الغرب والشرق مثل جبل مرة في دارفور وجبال التاكا وجبل توتيل في ولاية كسلا وجبل الميدوب في الركن الشمالي الغربي، بالإضافة إلى شريط ساحلي على البحر الأحمر.

وتشق أراضي السودان أنهار ووديان وخيران وروافد مائية عديدة، موسمية ودائمة، أشهرها نهر النيل الذي يشكل أهم ظاهرة جيمورفولوجية في السودان إذ يمتد إلى حوالي 1700 كيلومتر من الجنوب إلى الشمال كما يغطي حوض النيل وروافده في السودان حوالي 2.5 مليون هكتار.
وتشمل روافد النيل:
- النيل الأبيض
- النيل الأزرق
- عطبرة
- ستيت
- الدندر
- بحر سلام
- الرهد

و أودية موسمية مثل:
- نهر القاش
- خور طوكر

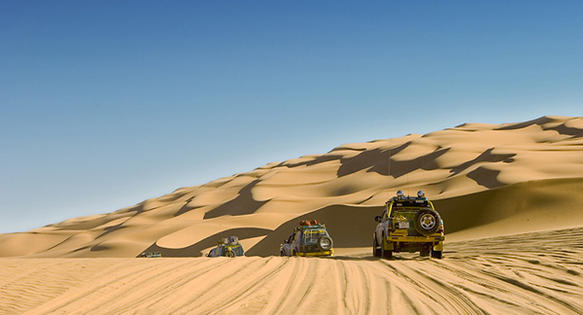
صحاري السودان، شرق السودان

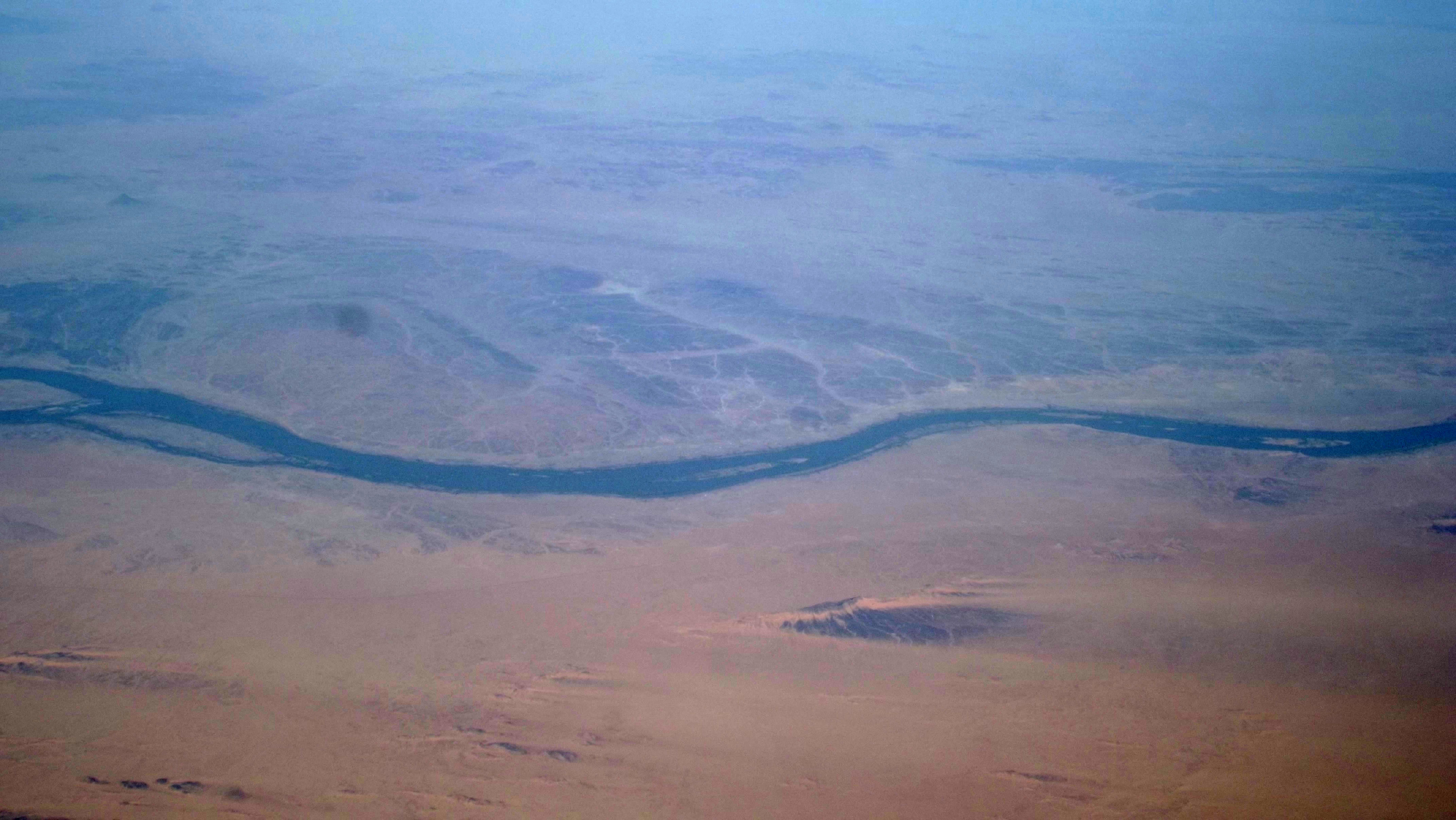
شريط زراعي على امتداد نهر النيل.

وأخرى جافة كوادي هور ووادي الملك، إلى جانب عدد من البرك والمستنقعات والخيران الموسمية التي تفيض بالمياه أثناء الموسم المطير في الصيف. وبعض الجزر المرجانية والرؤوس على ساحل البحر الأحمر وبحيرات(صناعية) مثل بحيرة النوبة في أقصى شمال السودان وغيرها من البحيرات الصناعية خلف السدود والخزانات، فضلاً عن شلالات النيل الستة التي تبدأ بالشلال الثاني في حلفا (الشلال الأول في أسوان بمصر) وتنتهي بشلال السبلوقة شمال الخرطوم.

## المناخ

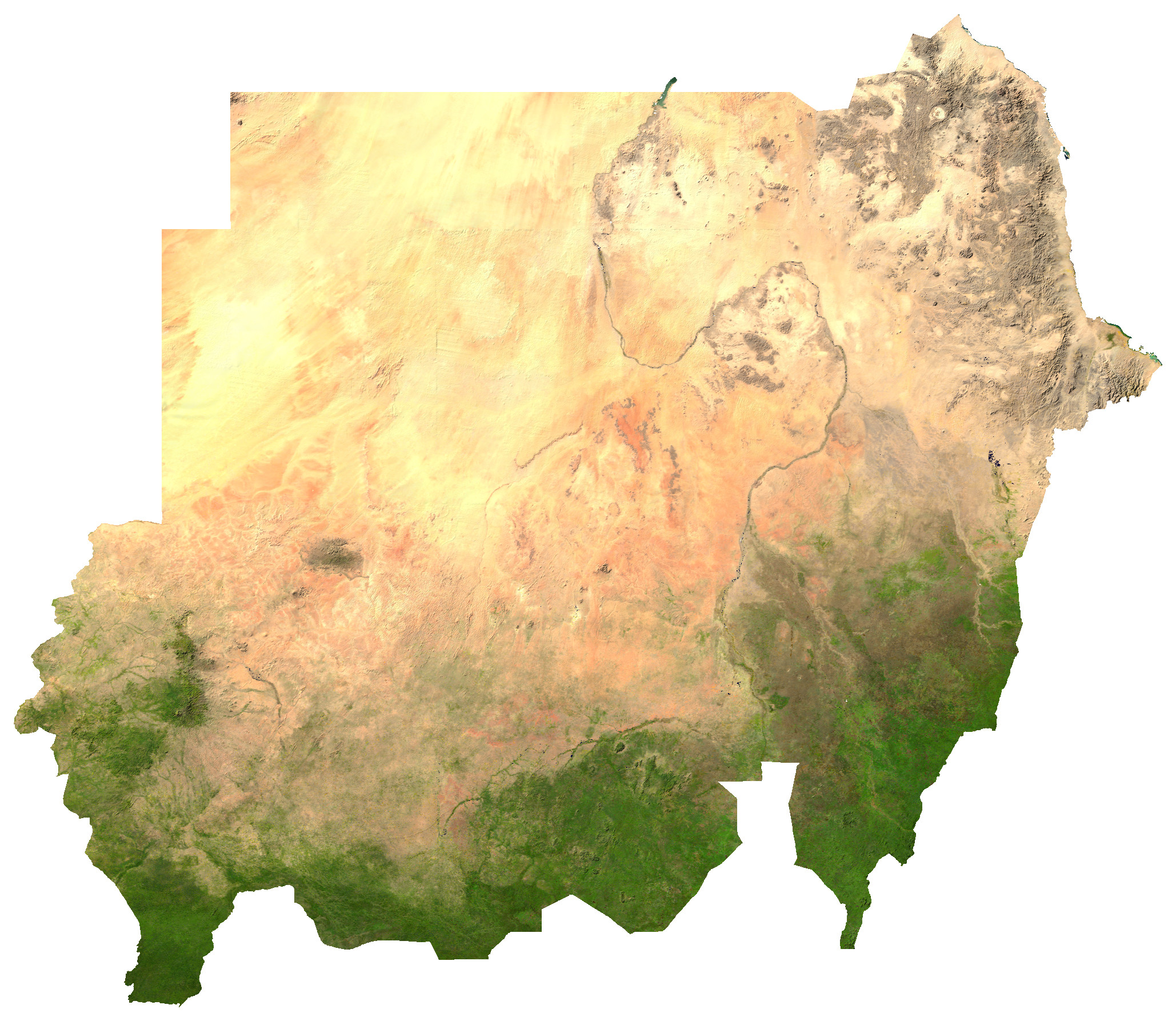
خريطة فضائية (من القمر الصناعي) للسودان

يقع السودان في المنطقة المدارية وتتنوع فيه الأقاليم المناخية على النحو التالي:
- المناخ الصحراوي الحار في شمال السودان.
- مناخ البحر الأبيض المتوسط على ساحل البحر الأحمر ومنطقة جبل مرة في دارفور،
- المناخ شبه الصحراوي في شمال أواسط السودان،
- مناخ السافانا الفقيرة في جنوب أواسط وغرب السودان
- مناخ السافانا الغنية في التخوم الجنوبية للسودان.[2]

ويتسم المناخ المداري بارتفاع درجة الحرارة في معظم أيام السنة، خاصة في الصيف ويتدرج من مناخ جاف جداً في أقصى الشمال، إلى حار ماطر في الصيف ومعتدل في الشتاء في مناطق السافانا في الوسط وشبه رطب في أقصى جنوب كردفان وجنوب النيل الأزرق، وحار جاف صيفاً، ممطر بارد شتاء على ساحل البحر الأحمر ومنطقة جبل مرة.
وتتراوح معدلات الأمطار السنوية ما يقارب الصفر في أقصى الشمال، حيث تتساقط الأمطار في تلك المناطق مرة كل خمس أو ست سنوات، إلى 500 مليمتر إلى 1000 مليمتر في مناطق الوسط والجنوب الغربي.

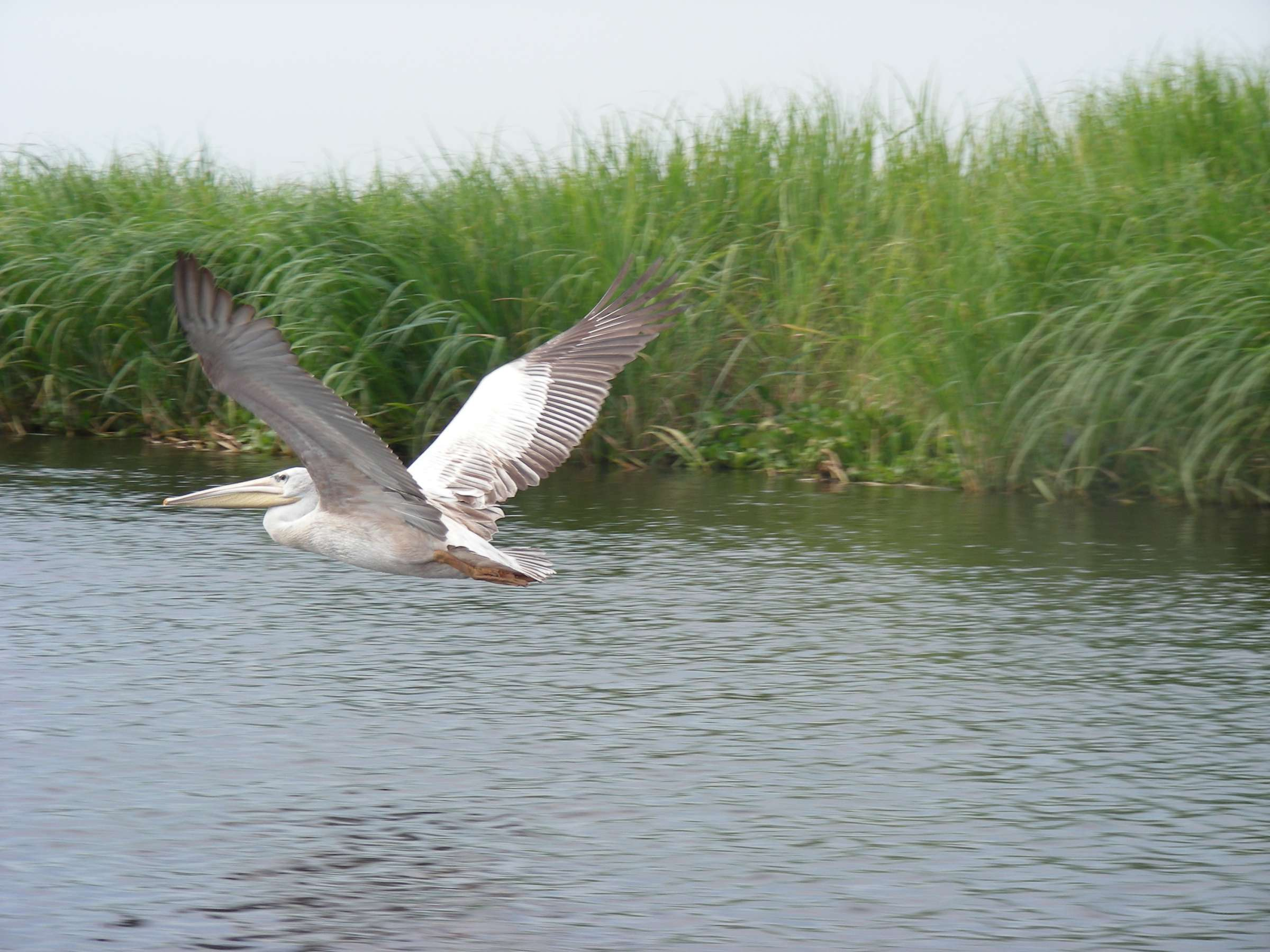
طائر يطير فوق مياه النيل الأبيض

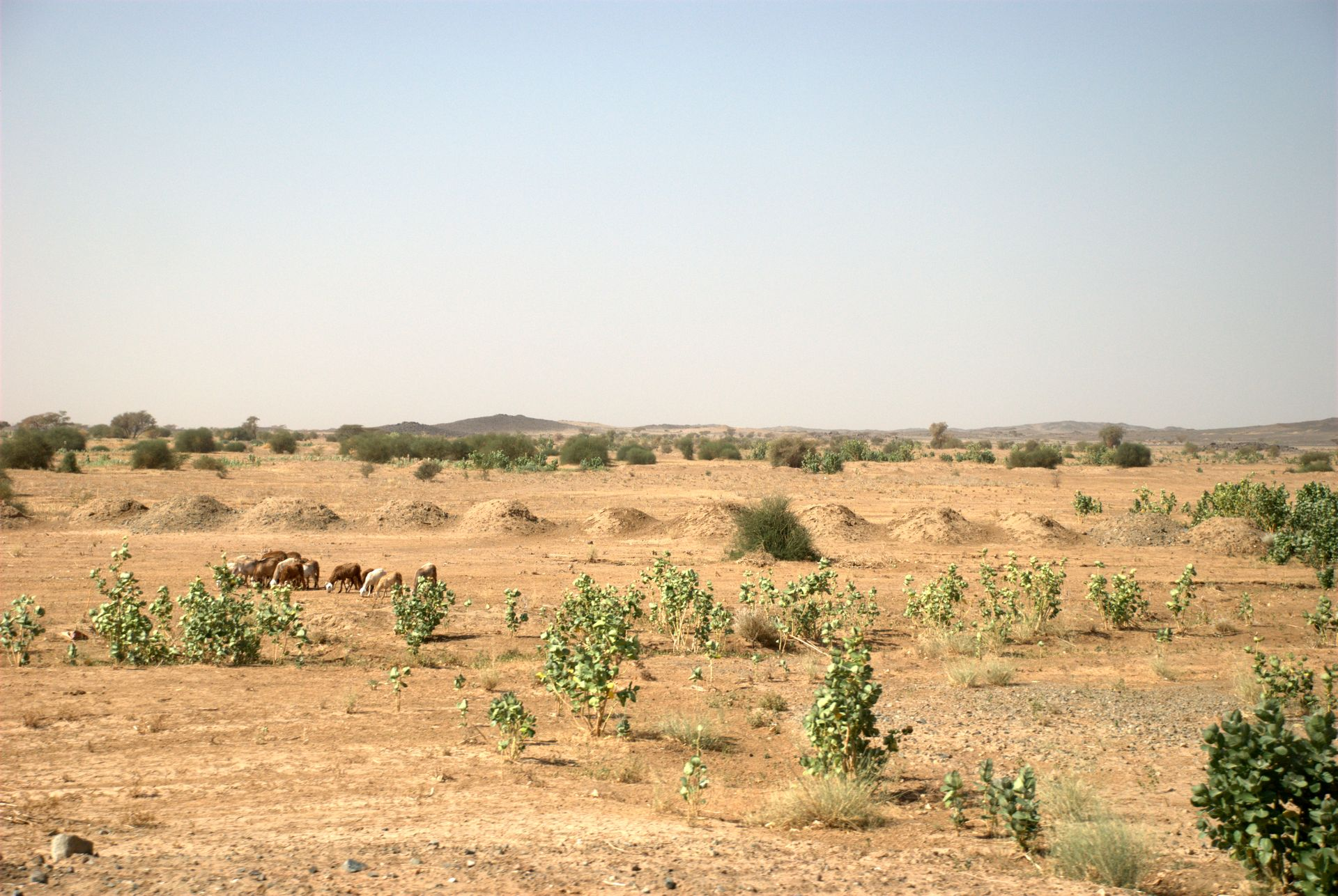
سهل البطانة في الصيف، وسط السودان

## الغطاء النباتي
يشمل ذلك الغابات والمراعي وتبلغ المساحة الإجمالية للغابات والمراعي في السودان نحو 121.8 مليون هكتار، منها حوالي 71 مليون هكتار للغابات، أي ما يعادل 28% من مساحة السودان الكلية.
إذ يزدان السودان بمساحات زراعية في ولاية الجزيرة منها الذرة والقمح والقطن الذي كان هو اقتصاد السودان.